# Le Val-de-Guéblange
Le Val-de-Guéblange település Franciaországban, Moselle megyében. Lakosainak száma 798 fő (2022. január 1.). Le Val-de-Guéblange Hazembourg, Hilsprich, Holving, Kappelkinger, Kirviller és Sarralbe községekkel határos.

## Népesség
A település népességének változása:
| Lakosok száma | 977  | 882  | 888  | 868  | 861  | 860  | 856  | 850  | 832  | 798  |
|               | 1968 | 1982 | 1990 | 2006 | 2013 | 2015 | 2017 | 2019 | 2020 | 2022 |